# Tautas laiks (песня)
«Tautas laiks» (с латыш. — «Время народа») — латышская патриотическая песня (некоторыми критиками охарактеризована как меланхолическая баллада), написанная Янисом Лусенсом на слова Иманта Зиедониса. Впервые исполнена в 1988 году Зигфридом Муктупавелсом. Некоторые критики называют эту песню гимном того времени.
Интернет-издание epadomi.lv по результатам голосования среди своих читателей поместило песню «Tautas laiks» на 8-е место среди лучших песен на слова Зиедониса. Песня также попала в топ-10 патриотических латвийских песен от TVNET и в число 100 любимых песен латышского народа за всё время.

## История песни

### Создание

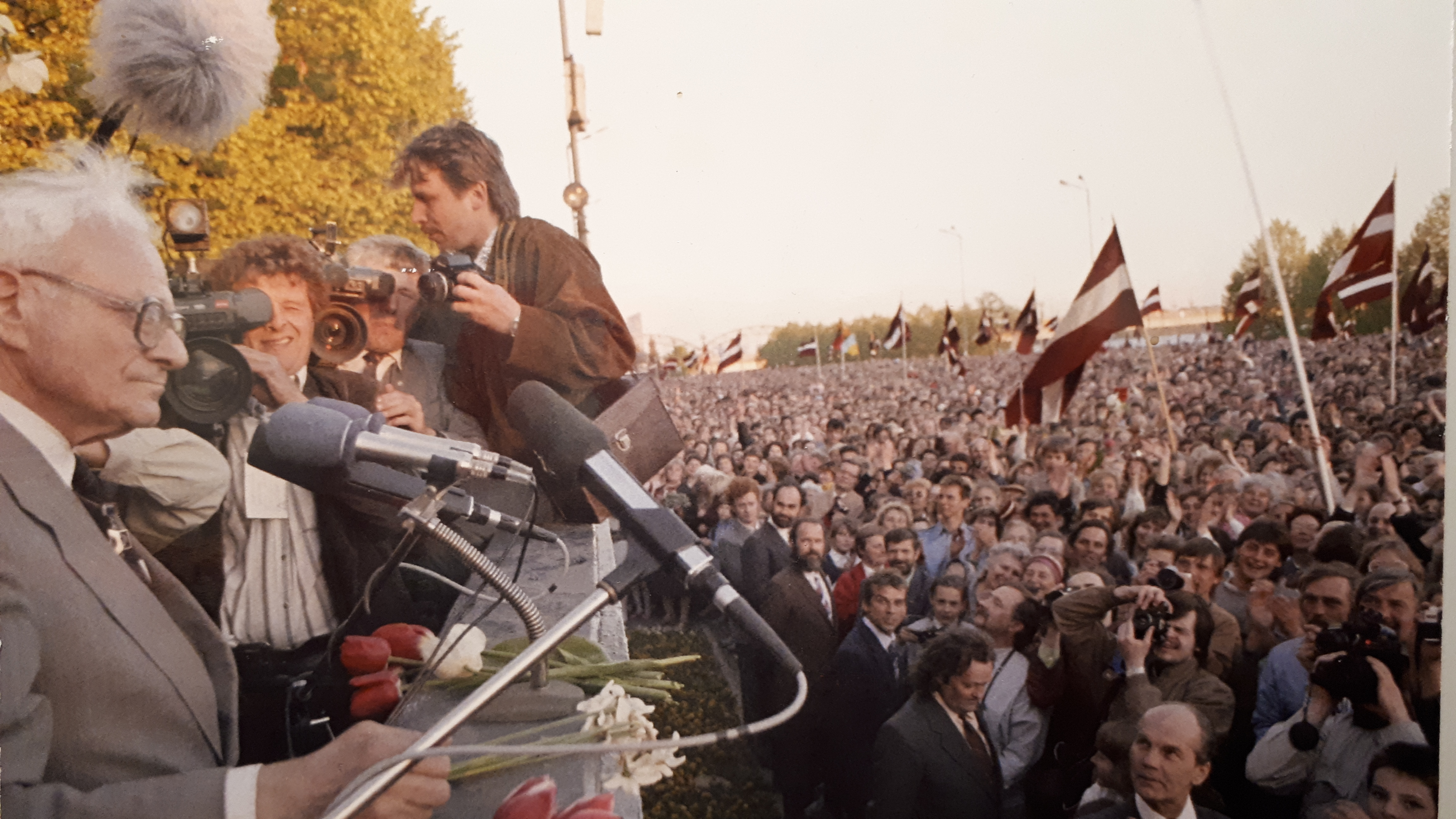
Митинг в Риге времён Поющей революции. Фото из коллекции Музея оккупации Латвии

Во время Поющей революции (1987—1991) многие латвийские группы создавали песни на патриотические стихи различных авторов. Одним из широко известных латышских поэтов-песенников ещё с середины XX века являлся Имант Зиедонис; в числе композиторов, обратившихся к его творчеству, был и Янис Лусенс.
Летом 1988 года проходил 3-й Всесоюзный конкурс молодых исполнителей песни «Юрмала». Латвию на этом конкурсе представлял Зигфрид Муктупавелс, занявший 2-е место. На конкурсе в Юрмале и состоялась премьера песни Яниса Лусенса «Tautas laiks», которая в том же году заняла 6-е место в республиканском радиоконкурсе «Микрофон-88».

### Исполнение на конкурсе «Юрмала»
Исполняя песню на заключительном концерте конкурса, Муктупавелс вышел на сцену с красно-белым значком флага Латвии на груди, который перед выступлением ему вручили журналист Дайга Мазверсите и фотограф Андрис Криевиньш. Мазверсите вспоминала: «Значок дал будущий министр, тогдашний фотограф Янис Круминьш, который очень хотел передать его Зигфриду. Потом мы с Андрисом пошли за кулисы. Помню, Янис Лусенс остался безучастен, но Зигфрид с радостью принял наш подарок». Значок, символизирующий свободу, стал виден после того, как Муктупавелс отвёл в сторону ранее прижатую к груди скрипку. Сотни тысяч жителей «братских республик», смотревших этот концерт по телевизору, с большим воодушевлением восприняли этот момент.
Янис Лусенс и Зигфрид Муктупавелс были одними из первых, кто стал исполнять песни на родном языке на конкурсе в Юрмале. Лусенс вспоминает: «Мы также достигли вехи на фестивале в Юрмале. Он проходил на русском языке с русскими песнями, а мы выступали на латышском языке… На следующий год участники со всего СССР пели уже на своих языках — армянском, туркменском. Поняли, что можно идти со своим языком и менталитетом. Я снова … почувствовал, что это реально — влиять на процессы такого масштаба. Вы просто должны быть храбрыми».
В дальнейшем Муктупавелс говорил, что эта песня ему близка и является его «визитной карточкой», а Янис Лусенс отмечал, что песня является одной из особенных, самых важных песен. «Основной посыл песни, вероятно, исходит от участия Зигфрида в фестивале „Юрмала“. Когда было нельзя, он вышел с символом свободы и спел это замечательное стихотворение Иманта Зиедониса всему Советскому Союзу», — рассказывал Лусенс. Муктупавелс об этом событии рассказывал так: «Это был, прежде всего, прямой эфир, который смотрели несколько сотен, миллионов человек. И осознание того, что я перешагнул какую-то черту, сделал то, что было нельзя, ну и чувство… героическое! Очень хорошее чувство!».
Песня стала настолько популярной и попадающей в дух времени, что события рубежа 1980—1990-х годов часто называют именно «Tautas laiks» — «временем народа». В частности, в 2001 году вышла книга «Tas bija tautas laiks» (с латыш. — «Это было время народа»), описывающая события Поющей революции. Песня также упоминается и в других книгах про то время.

### Текст песни
На протяжении всей песни, состоящей из 4 куплетов, повествование ведётся от авторского лица. Песня повествует о «времени народа, которое ему отведено». Имант Зиедонис использовал различные виды лексического повтора — анафоры («Varbūt, ka man Dievs citas acis dos» и «Varbūt, ka man kāds citu mēli dos») и эпифоры («Kungs, mūžs man ir īss» и «kakls man ir īss»). Некоторые фразы из песни часто цитируются, в частности выражение «…garumzīme kā uz „ī“».
Спустя много лет после премьеры песни Зигфрид Муктупавелс отметил, что «это — песня, после исполнения которой я получаю больше всего комплиментов, в том числе и от публики, которая не понимает ни слова по-латышски. Однако, как мне кажется, слова этой песни чрезвычайно важны — спасибо Иманту Зиедонису!». После смерти Иманта Зиедониса прошёл концерт в его память, на котором были исполнены многие песни на его слова, в том числе «Tautas laiks».

### Дальнейшая история песни
Песня вошла в сборники латышских патриотических композиций Mirušais gadsimts (2006), Tautas laiks (2007) и Dziesmiņas par prieku (2014). Также она прозвучала в фильме Barikāžu stāsti (с латыш. — «Истории баррикад»), который вышел в 2017 году. После смерти Иманта Зиедониса epadomi.lv поместило песню «Tautas laiks» на 8-е место рейтинга лучших песен на стихи Зиедониса. Песня также попала в топ-10 патриотических латвийских поп-песен от TVNET.
В 2011 году Янис Лусенс основал музыкальный театр, в котором проводились концертные программы с музыкой на слова латышских поэтов Карлиса Скалбе, Плудониса, Аспазии, Мары Залите, Иманта Зиедониса, в том числе «Tautas laiks». Неоднократно проходили концерты с одноимённым названием. В 2021 году, когда из-за пандемии концерт проходил онлайн, Янис Лусенс заявил, что пусть это и кажется странным, данные обстоятельства не меняют посыла произведения".
«Tautas laiks» до сих пор часто звучит на концертах Яниса Лусенса и (или) Зигфрида Мукутпавелса. В 2021 году была проведена концертная лекция «Atmodas dziesmas. Dziesmotā revolūcija», на которой звучала и песня «Tautas laiks». В комментариях зрителей отмечалось, что песня «очень точно отражает идеалы Атмоды и настроения народа». В 2022 году прошёл концерт Mans laiks (с латыш. — «Моё время»), где молодёжный хор Skan исполнил многие песни Яниса Лусенса, включая «Tautas laiks». «Согласно названию концертной программы, мы исполним „Tautas laiks“ из репертуара Зигфрида Муктупавелса — песню со словами, столь значимыми для того времени», — заявила Ирена Зелча, художественный руководитель хора.

## Критика
Журналист Вия Бейнерте из la.lv писал, что если бы Янис Лусенс не создал бы ничего, кроме «Tautas laiks», его имя всё равно было бы вписано в историю латвийской музыки и сердца слушателей. Бейнерте назвал песню «одной из тех, что ведёт к краю обрыва, к таинственному месту, где время уходит в вечность». Журналист Инесе Лусиня из diena.lv поставила эту песню в один ряд с песнями «Taisnība», «Māmuļai Latvijai» и «Daugava», поскольку эти песни «пронизаны чувством патриотизма». Дайга Мазверсите из газеты Brīvā Latvija в свою очередь отметила, что песни Лусенса очень хорошо вписывались в атмосферу того времени; по её словам, эту песню слышал каждый латыш.
Нью-йоркский журналист интернет-издания Latvians Online Эгилс Калйо писал, что поэзия Иманта Зиедониса, с одной стороны, глубока и вдумчива — и, одновременно, доступна и понятна. «Можно также увидеть, — отмечал он, — насколько слова Зиедониса были важны для латышского пробуждения в 1980-х годах, особенно в таких песнях, как „Tautas laiks“. Это памятный гимн той эпохи и песня, от которой даже сегодня у меня мурашки по коже». По мнению Калйо, вокальное исполнение этой песни стало самым впечатляющим в карьере певца Зигфрида Муктупавелса. Калйо сравнил «Tautas laiks» с другими песнями с одноимённого альбома и отметил, что многие песни не прошли проверку временем, однако «Tautas laiks» это удалось.